# Етіхад Арена
Етіхад Арена — крита спортивна арена в Абу-Дабі, ОАЕ. Вміщує 18 000 глядачів. Розроблений компанією HOK, керує компанія «Етіхад».

## Історія
У січні 2020 року права на назву нової арени були продані Etihad Airways.
Спочатку очікувалося відкриття в березні 2020 року, але його відкриття було відкладено через скасування заходів, пов’язаних із пандемією COVID-19 в Об’єднаних Арабських Еміратах.
Офіційне відкриття арени відбулось у січні 2021 року, змаганнями UFC.
У жовтні 2021 року відбувся новий турнір UFC.
З 16 по 21 грудня 2021 року тут пройшов чемпіонат світу з плавання на короткій воді.
У жовтні 2022 року UFC провела черговий бій.
У жовтні 2022 року на арені відбулись передсезонні ігри НБА між клубами «Атланта Гокс» та «Мілвокі Бакс».
26 січня 2023 року на арені відбувся концерт Imagine Dragons.
1 червня 2023 року, відбувся концерт американського хард-рок-гурту Guns N' Roses.
У жовтні 2023 року відбулись передсезонні ігри НБА між клубами «Даллас Маверікс» та «Міннесота Тімбервулвз».
21 жовтня 2023 року відбувся турнір зі змішаних бойових мистецтв.
У жовтні 2024 року традиційно відбулись змагання UFC.
У жовтні 2024 року на арені відбулись передсезонні ігри НБА між клубами «Бостон Селтікс» та «Денвер Наггетс».
З 23 по 25 травня 2025 року на арені вперше відбулись матчі фіналу чотирьох Євроліги з баскетболу.